# Nădășelu
Nădășelu – wieś w Rumunii, w okręgu Kluż, w gminie Gârbău. W 2011 roku liczyła 294 mieszkańców.